# Sarromyia nubigena
Sarromyia nubigena là một loài ruồi trong họ Tachinidae.